# Hospital San José del Callao
El Hospital San José del Callao es un centro de salud público de medicina general ubicado en el distrito peruano de Carmen de la Legua - Reynoso en el Callao. Funciona bajo la administración del Gobierno Regional del Callao. Es una entidad adscrita al Ministerio de Salud.

## Historia
El Hospital de Apoyo San José - Callao, fue creado como hospital de campaña en junio de 1970 como parte de la respuesta al terremoto del 31 de mayo del mismo año. Para su instalación se contó con la ayuda de la Fundación Inglesa St. Joseph´s Hospice Association Liverpool. Posteriormente, en el año 1973, el hospital es transferido al Ministerio de Salud bajo la administración del Complejo Hospitalario Daniel Alcides Carrión. Desde el año 1996 cuenta con Autonomía Presupuestaria y Financiera.
El hospital se ubica en la cuarta cuadra de la Av. Elmer Faucett, en el distrito de Carmen de la Legua – Reynoso. En un principio funcionó como Hospital Materno Infantil, poniendo como prioridad a las madres, también sirvió como lugar de reposo de adultos mayores.

## Departamentos
- Departamento de medicina
- Departamento de Pediatría
- Departamento de Gineco-obstetricia
- Departamento de Cirugía

## Atención en la pandemia de COVID-19

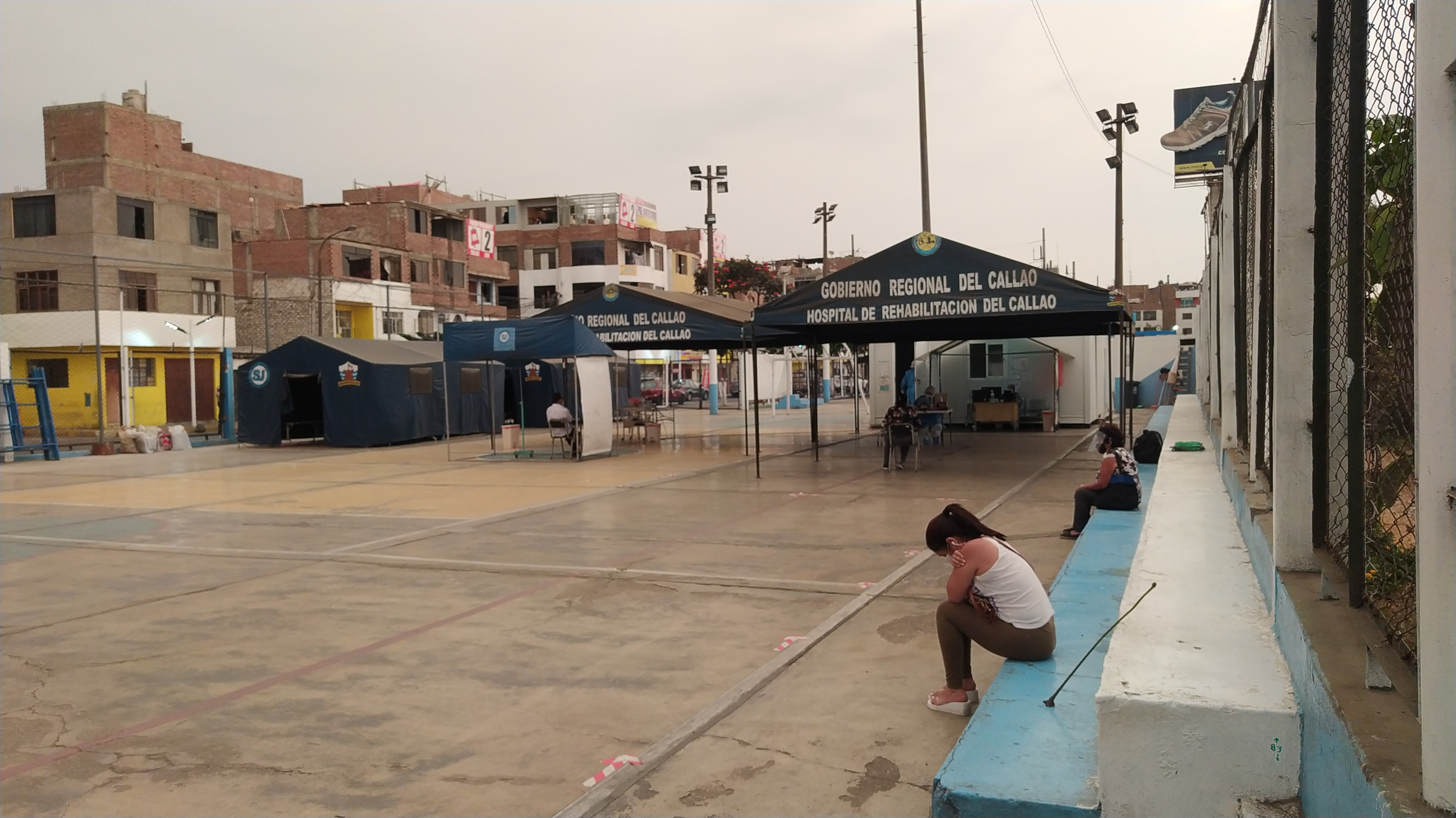
Tiendas de campaña en los exteriores del Hospital San José instaladas para la atención de pacientes durante la segunda ola de COVID-19.

El Hospital San José del Callao fue uno de los primeros en esta región en contar con una planta generadora de oxígeno que fueron instaladas en el desarrollo de la primera ola de la pandemia de COVID-19 en Perú.